# Florian Sudi
Florian Sudi (* 18. Juli 1997) ist ein österreichischer American-Football-Spieler auf der Position des Defensive Tackles.

## Werdegang
Sudi, der aus Siebing bei Sankt Veit in der Südsteiermark stammt, begann 2017 bei den Styrian Reavers mit dem American Football. Da die Reavers sich als neues Team erst für eine Ligamitgliedschaft qualifizieren mussten, schloss er sich für die Saison 2018 den Styrian Bears aus Graz an. Nach einem Jahr kehrte er zu den Reavers, die inzwischen für die Division 4 gemeldet waren, zurück. Dort wurde er als Defensive Lineman, Runningback, Fullback, Wide Receiver und auch als Punter eingesetzt. Mit den Reavers erreichte er ungeschlagen die Mission Bowl, in dem er im letzten Viertel den entscheidenden Touchdown erzielte und anschließend als wertvollster Spieler des Spiels ausgezeichnet wurde. Im Oktober stand Sudi erstmals im Kader der österreichischen Nationalmannschaft.
Zur AFL-Saison 2021 wechselte Sudi zu den Graz Giants. Er kam in acht regulären Saisonspielen zum Einsatz und verzeichnete dabei 17 Tackles, einen Sack und einen Pass-Break-up. Anschließend lief er erneut für die Reavers auf, deren Saison im Herbst stattfand. Zudem stand er wieder im Kader der Nationalmannschaft für das Spiel um Platz fünf der Europameisterschaft, das Österreich gegen Dänemark gewinnen konnte.
Für die Saison 2022 unterschrieb Sudi einen Vertrag bei den Vienna Vikings, die in dieser Spielzeit erstmals als Franchise in der European League of Football (ELF) antraten. Sudi stand vorrangig als Defensive Tackle auf dem Platz, wurde aber vereinzelt auch als Fullback eingesetzt und diente bei Two-Point-Conversions teils als Passempfänger. Im Halbfinale gegen die Barcelona Dragons erzielte Sudi fünf Tackles und zweieinhalb Sacks, womit er den Vikings zum Einzug in das Finale in Klagenfurt verhalf. Dort setzten sie sich gegen die Hamburg Sea Devils mit 27:15 durch und krönten sich zum Meister. Im März 2023 gaben die Vikings die Verlängerung mit Sudi bekannt.

## Privates
Sudi hat einen älteren Bruder, der ebenfalls im American Football aktiv war. Er ist von Beruf Elektriker.